# Hydriastele kasesa
Hydriastele kasesa är en enhjärtbladig växtart som först beskrevs av Carl Karl Adolf Georg Lauterbach, och fick sitt nu gällande namn av Karl Ewald Maximilian Burret. Hydriastele kasesa ingår i släktet Hydriastele och familjen Arecaceae. Inga underarter finns listade i Catalogue of Life.